# 프리츠 자우켈
에른스트 프리드리히 크리스토프 "프리츠" 자우켈(독일어: Ernst Friedrich Christoph "Fritz" Sauckel, 1894년 10월 27일 ~ 1946년 10월 16일)은 독일의 정치인이다. 나치에 있을 때는 제국 전권 노동 감독관이였다.

## 생애
하스푸르트에서 태어났고, 모친의 병환으로 인해 학업을 중단한 뒤 15세 때부터 선원으로 일했다. 1차 세계대전 중에는 오스트레일리아로 항해 도중 배가 연합군에 의해 나포되어 프랑스에 억류되기도 했고, 1919년 풀려난 뒤 귀국해 공장 노동자로 일했다. 1923년에는 나치에 입당했으며, 1927년에는 튀링엔 대관구의 관구장(Gauleiter)에 선임되었다. 1933년 히틀러가 수상이 된 뒤에는 제국의회 의원과 튀링엔 대관구의 제국 지도자로 승격되었고, 돌격대와 친위대의 명예 상급집단지도자(Obergruppenführer) 계급도 부여받았다.
2차 세계대전 중에는 카셀의 제국 국방위원을 역임했고, 1942년 3월 군수장관 알베르트 슈페어의 추천으로 제국 전권 노동 감독관이 되었다. 독일 내의 많은 노동 가능 인원들이 징집되어 노동 인력이 부족해지자, 점령지에서 약 500만 명에 달하는 인력을 독일로 보내 노동에 종사하도록 하는 것이 주요 업무가 되었다. 노동자들 중에는 자원해서 독일로 들어간 이들도 있었으나, 대부분 강제 징용되어 기본적인 생활 수준에도 못미치는 대우와 탄압을 받았다.
종전 후 연합군에 의해 체포되었고, 기소 항목 중 두 가지에 대해 유죄 판결이 내려져 사형을 선고받았다. 재판 중 자우켈은 자신이 노동력 동원을 주도한 점은 인정했지만, 그들이 당한 가혹 행위나 부당한 처우, 살해 등에 대해서는 끝까지 책임이 없다고 강변했다. 형량 선고에 대해서도 이견이 많았고, 특히 자우켈의 상관이었던 슈페어가 훨씬 가벼운 20년형을 선고받은 것에 대해 논란이 많았다. 일부 방청객들은 슈페어가 자신의 목숨을 부지하기 위해 자우켈에게 교묘하게 책임을 떠넘겼다고 비판하기도 했다.
형 집행은 다른 사형수들과 마찬가지로 교수형으로 집행되었고, 집행 직전 최후 진술에서 "나는 무고하게 죽는다. 내 형량은 불공평하다. 신이여 독일을 보호하소서!"라는 말을 남겼다고 한다.

### 참고 문헌
- Miller, Michael D.; Schulz, Andreas (2021). 《Gauleiter : the regional leaders of the Nazi party and their deputies, 1925-1945》 3. San Jose, Calif.: Fonthill Media. ISBN 978-1-781-55826-3.
- Williams, Max (2017). 《SS elite : the senior leaders of Hitler's Praetorian Guard》. Oxford, England: Fonthill Media. ISBN 978-1-78155-638-2.